# Peluda imperial
La peluda imperial (Arnoglossus imperialis) és un peix teleosti de la família dels bòtids i de l'ordre dels pleuronectiformes.

## Morfologia
Pot arribar als 25 cm de llargària total.

## Distribució geogràfica
Es troba des de les costes d'Escòcia fins a Namíbia. També al Mediterrani occidental.